# سلوین لوید
سلوین لوید (انگلیسی: Selwyn Lloyd؛ ۲۸ ژوئیهٔ ۱۹۰۴ – ۱۸ مهٔ ۱۹۷۸) یک سیاست‌مدار اهل بریتانیا بود.